# Beach 25th Street (línea Rockaway)
 Beach 25th Street   (también llamada Beach 25th Street – Wavecrest) es una estación en la línea Rockaway del Metro de Nueva York de la División B del Independent Subway System antes conocido como el Ramal Rockaway Beach. La estación se encuentra localizada en el barrio Bayswater, Queens entre la Playa Calle 25 (Beach 25th Street) y Rockaway Freeway. La estación es servida en varios horarios por diferentes trenes del servicio .